# Miklós Szabados
Miklós Szabados (ur. 7 marca 1912 w Budapeszcie, zm. 12 lutego 1962 w Sydney) – węgierski tenisista stołowy, piętnastokrotny mistrz świata.
24-krotnie zdobywał medale mistrzostw świata. Był sześciokrotnie mistrzem świata w grze podwójnej, pięciokrotnie drużynowo, trzykrotnie w grze mieszanej i raz indywidualnie w 1931 roku w Budapeszcie. Podczas tych zawodów zdobył jeszcze trzy tytuły: w grze podwójnej, mieszanej i zespołowo.
W latach 1929–1936 był 12-krotnym mistrzem Węgier (trzykrotnie w grze pojedynczej - 1929, 1931, 1934), a w latach 1931–1936 czterokrotnym mistrzem Anglii (dwukrotnie w grze pojedynczej - 1931, 1932).